# Frequency-shift keying

un esempio di modulazione FSK binaria.

La frequency-shift keying, sigla FSK, nel campo dell'informatica e delle telecomunicazioni è una tecnica o schema di modulazione numerica di frequenza, in cui il segnale modulante contenente informazione sposta la frequenza della portante in uscita da uno all'altro di due valori predeterminati.

## Descrizione

### Modulazione di frequenza generica
La frequenza portante istantanea viene alternata fra due frequenze di valore ben definito. Tali frequenze sono note, l'una come frequenza d'impulso, l'altra come frequenza d'intervallo.

### Modulazione MSK o CPM
Dato che le frequenze sono scelte a caso non è assicurata la continuità del segnale tra un simbolo ed il successivo. Questo inconveniente causa notevoli problemi in quanto una brusca variazione del segnale crea componenti ad alta frequenza che disturberebbero altri canali di trasmissione. Per rimediare a questi inconvenienti è stata introdotta la modulazione Minimum Shift Keying(MSK) o detta anche Continuous Phase Modulation(CPM).
Le due frequenze sono scelte in modo che abbiano una distanza dalla portante pari a {\displaystyle {\frac {1}{T}}} dove {\displaystyle T}
rappresenta la durata del simbolo. Se si potesse determinare con precisione la fase della portante in ricezione si potrebbe ridurre la spaziatura tra le frequenze a {\displaystyle {\frac {1}{2T}}}.
La denominazione CPM indica che vi è continuità di fase tra i diversi simboli mentre Minimum Shift Keying indica che è stata scelta la minima differenza tra le frequenze.
Nella figura a destra è riportato un esempio di modulazione CPM.

### Modulazione GMSK
Nel sistema GSM viene utilizzata una variante della modulazione MSK detta Gaussian Minimum shift keying.
Il segnale dati prima di entrare in un modulatore FSK viene filtrato con un filtro Gaussiano per rendere più dolci le transizioni di frequenza del segnale modulato e quindi ottenere uno spettro più compatto rispetto alla CPM.
È possibile anche utilizzare più di due frequenze e si ha in questo caso un sistema di tipo Multiple Frequency-Shift Keying.

### Impiego
La modulazione numerica a variazione di frequenza FSK, come la modulazione numerica di variazione di ampiezza (ASK) e la variazione di fase (PSK), è impiegata nella trasmissione dati fra modem, nei ponti radio, nei cellulari e nei collegamenti via satellite.

## Standard
Le reti di telecomunicazione sono governate da protocolli il cui complesso di regole è ripartito in livelli di attività funzionali indipendenti, garantendo così la possibilità di revisione delle singole attività senza dover toccare le altre.
L'ETSI, l'organismo che approva e pubblica gli standard per le comunicazioni telefoniche, consente l'uso di tre standard diversi nel livello di trasporto (Bellcore, BT e CCA) combinati a due format (MDMF e SDMF) più il sistema DTMF, dando luogo a tre versioni dello standard ETSI FSK.

### Standard Bellcore FSK
Lo standard Bellcore viene impiegato negli USA, Canada, Australia, Cina, Hong Kong e Singapore. I dati sono trasmessi, dopo la prima chiamata, codificati a spostamento di frequenza audio a 1200 baud in conformità allo standard Bell 202. I dati vengono trasmessi in formato SDMF (single data message format) che comprende i dati, l'orario e il numero, oppure in MDMF (multiple data message format) che aggiunge un campo nominativo.

### Standard BT FSK
La British Telecom (BT) ha sviluppato il suo proprio standard, che attiva il display con una inversione di polarità della linea, quindi trasmette i dati secondo lo standard CCITT V23, standard per modem a 600 o 1200 bts usato nelle trasmissioni semiduplex sincrone o asincrone su linee commutate, in un format simile al MDMF (multiple data message format). È usato da alcune reti della BT sia radiofoniche sia a cavo.

### Standard CCA
La CCA (Cable Communication Association) con sede in Inghilterra ha sviluppato il suo proprio standard che prevede l'invio dei dati dopo una breve chiamata, in conformità ai criteri Bell 202 o CCITT V23. Lo standard è stato sviluppato in luogo di cambiare i multiplexer di collegamento che non si adattavano allo standard BT. Il format dei dati è simile a quello della BT, ma il livello di trasporto è più simile a quello della Bellcore.

## Twopit
Twopit è un sistema di codifica proprietario italiano, coperto da brevetto internazionale, che utilizza le sinusoidi e una base maggiore di quella binaria. Ciò consente una maggiore compressione dei dati e velocità di connessione. Opera su tutte le frequenze, inclusi gli ultrasuoni, fatto che permette la trasmissione anche sott'acqua o in caso di terremoti, laddove le linee via cavo e wireless risultassero interrotte.